# Turbulentní proudění

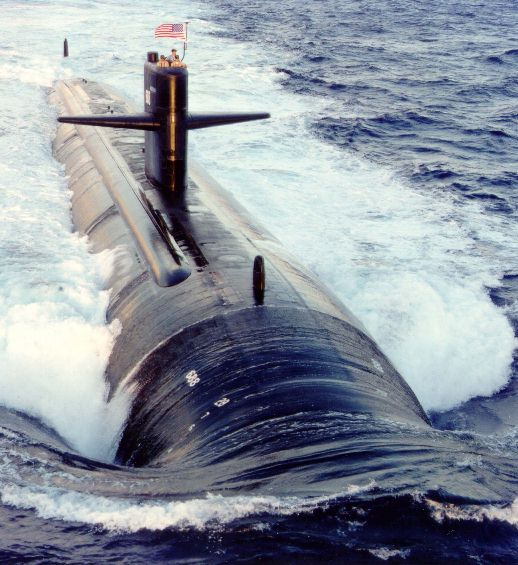
Laminární proudění (na obrázku dole) a turbulentní proudění (nahoře) kolem trupu ponorky.

Turbulentní proudění je takové proudění vazké tekutiny, při kterém se proudnice navzájem promíchávají. Částice tekutiny vykonávají při proudění kromě posouvání i složitý vlastní pohyb, který vede ke vzniku vírů (bouřit = lat. turbo – odtud také název proudění). Rychlosti jednotlivých částic tekutiny se nepravidelně mění, tzn. částice již nemají ve všech místech neměnnou rychlost, proudění tedy není stacionární.
Turbulentní proudění se objevuje při větších rychlostech proudění a u tekutin s menší přitažlivou silou mezi částicemi, na rozdíl od proudění laminárního.

## Mezní vrstva
Přestože částice tekutiny nemají stálou rychlost (směrem ani velikostí), je možné zjistit průměrné rozložení rychlosti v průřezu. Např. při proudění v tenké trubici již není rychlostní profil parabolický jako v případě laminárního proudění, ale rychlost je v celém profilu téměř stálá s výjimkou tenké vrstvy při stěně, kde dochází k velmi prudké změně úměrně se vzdáleností od stěny. Tato vrstva bývá velmi tenká a nazývá se mezní vrstva.

## Vlastnosti
Odpor proti toku tekutiny není úměrný střední rychlosti jako v případě laminárního proudění, ale platí přibližně
{\displaystyle F\sim {\frac {\Delta p}{\Delta l}}\sim v_{s}^{n}},
kde {\displaystyle n} obvykle leží v rozmezí 1,75 a 2.
Pohyb tekutiny se při turbulentním proudění řídí složitými zákonitostmi, které jsou obvykle zjišťovány experimentálně. Se vznikem vírů při turbulentním proudění je spojen vzrůst vnitřního tření.
Jako kritérium pro odlišení laminárního proudění od proudění turbulentního lze použít Reynoldsovo číslo.